# ستيف كارفر
ستيف كارفر (بالإنجليزية: Steve Carver)‏ هو منتج أفلام ومخرج أمريكي، ولد في 5 أبريل 1945 في بروكلين في الولايات المتحدة.

## وصلات خارجية
- ستيف كارفر على موقع IMDb (الإنجليزية)
- ستيف كارفر على موقع ألو سيني (الفرنسية)
- ستيف كارفر على موقع تيرنر كلاسيك موفيز (الإنجليزية)
- ستيف كارفر على موقع أول موفي (الإنجليزية)
- ستيف كارفر على موقع قاعدة بيانات الأفلام السويدية (السويدية)
- ستيف كارفر على موقع إن إن دي بي (الإنجليزية)
- ستيف كارفر على موقع قاعدة بيانات الفيلم (الإنجليزية)
- ستيف كارفر على موقع كينوبويسك (الروسية)